# Яловщина (заказник)
Яловщина (укр. Ялівщина) — лесной заказник местного значения, часть одноименного урочища, расположенный в границах (заповедная зона) регионального ландшафтного парка Яловщина (с 2014 года), расположенный на территории Деснянского района Чернигова. Площадь — 6,2 га.

## История
Подробнее см. История Яловщины
Решением Черниговского облисполкома № 164 от 28.08.1989 года в результате уточнения характеристики территории парк-памятник садово-паркового искусства «Яловщина» был исключён из перечня территорий и объектов ПЗФ Черниговской области, а на части его площади создан одноимённый лесной заказник местного значения с площадью 7,2 га. Находился в ведении колхоза «Деснянский». 
Заказник создан с целью сохранения и поддержания в надлежащем состоянии уникальных сосново-берёзовых насаждений с участием липы сердцевидной, клёна остролистного, дуба черешчатого и групповыми посадками экзотических деревьев и кустарников.
Решением Черниговского облисполкома № 56 от 28.03.1992 года с площади заказника был изъят участок площадь 1 га, как такой, что не соответствует требованиям действующей квалификации. С целью сохранения в природном состоянии ценного природного комплекса, заказник площадью 6,2 га был передан из ведения Черниговского радиоприборного завода в ведение «Зеленбуд».
Заказник расположен в границах регионального ландшафтного парка «Яловщина», созданного 28 марта 2014 года с общей площадью 168,7 га, сохранив статус самостоятельного объекта ПЗФ.

## Описание
Заказник расположен в периферийной юго-восточной части урочища Яловщина — непосредственно западнее территории медицинских учреждений (городская больница № 3) по проспекту Михаила Грушевского (улице 1 Мая).
Абсолютные высоты колеблются в пределах 148-154 м над уровнем моря.
Транспорт: троллейбус № 10, 11 — остановка Яловщина по проспекту Левка Лукьяненко (улице 77 Гвардейской дивизии).

## Природа
Растительность Яловщины представлена доминирующими сосновыми лесами, также субборами (сосна с тополем и осиной), дубовыми и берёзовыми лесами. Типы соснового леса: злаковые, частично зеленомховые и березняковые. В парке встречаются интродуценты дальневосточной и североамериканской флор.
На территории заказника сохранились уникальные сосново-березовые насаждения с участием липы сердцелистной (Tilia cordata), клена остролистного (Acer platanoides), дуба черешчатого (Quercus robur) и групповыми посадками экзотических деревьев и кустарников, среди которых: бархат амурский (Phellodendron amurense), гледичия трёхколючковая (Gleditsia triacanthos), робиния ложноакациевая (Robinia pseudoacacia), катальпа бигнониевидная (Catalpa bignonioides), черёмуха поздняя (Prunus serotina), черёмуха Маака (Prunus maackii), орех маньчжурский (Juglans mandshurica), туя западная (Thuja occidentalis), сирень венгерская (Syringa josikaea).
Здесь встречается более 50 видов хребетных. Фауна представлена доминирующими типичными лесными и синантропными видами, частично водно-болотными видами.